# Жубрувка-Нова
Жубрувка-Нова (пол. Żubrówka Nowa) — село в Польщі, у гміні Краснополь Сейненського повіту Підляського воєводства.
Населення — 40 осіб (2011).
У 1975-1998 роках село належало до Сувальського воєводства.

## Демографія
Демографічна структура станом на 31 березня 2011 року:
|          | Загалом | Допрацездатний вік | Працездатний вік | Постпрацездатний вік |
| -------- | ------- | ------------------ | ---------------- | -------------------- |
| Чоловіки | 24      | 3                  | 15               | 6                    |
| Жінки    | 16      | 4                  | 7                | 5                    |
| Разом    | 40      | 7                  | 22               | 11                   |